# Грибаускас, Гинтарас
Гинтарас Грибаускас (род. 1969) — советский и литовский самбист, серебряный призёр первенства СССР среди юношей 1987 года, бронзовый призёр первенства СССР среди юниоров 1989 года, серебряный призёр чемпионатов Европы 1992 и 1993 годов, мастер спорта СССР международного класса. Выступал во второй средней весовой категории (до 90 кг). Тренировался под руководством Дмитрия Челпанова. Старший брат Грибаускаса Альгимантас (1960) также занимался самбо, был призёром чемпионатов мира, чемпионом и призёром чемпионатов Европы, обладателем Кубка мира.

## Спортивные результаты
- Первенство СССР по самбо среди юношей 1987 года — ;
- Первенство СССР по самбо среди юниоров 1989 года — ;